# Luís Represas
Luís Represas es un cantante y compositor portugués. Nacido en Lisboa el 24 de noviembre de 1956. 

## Biografía
Desde joven estuvo interesado por la música, a los trece años tuvo su primera guitarra.
En 1976 fundó la banda Trovante, junto a João Gil, João Nuno Represas, Manuel Faria y Artur Costa. Este grupo sería uno de los más influyentes de la música popular portuguesa.
En 1992 Trovante se separa después de tener colaboraciones exitosas con nombre como José Afonso o Sérgio Godinho. Represas empieza su carrera en solitario.
Represas se refugia en La Habana para componer canciones, con la colaboración del bajista portugués Nani Teixeira, y los cubanos Pablo Milanés y Miguel Nuñez. Pablo Milanés se uniría a Represas para crear uno de los duetos nacionales más reconocidos: Feiticeira.
El 12 de mayo de 1999, Represas regresa a Portugal, invitado por el expresidente de la República Portuguesa Jorge Sampaio. Se reúne con los componentes de Trovante en un espectáculo en el Pavilhão Atlântico. De este reencuentro, que fue retransmitido por la RTP, se publicó un CD doble en vivo titulado Uma Noite Só (Una noche solo), consiguiendo el doble disco de platino.
En el mismo año, Luís Represas acepta el trabajo de ser la voz, en la versión portuguesa, de los temas originales de Phil Collins, de la banda sonora de la película de Disney Tarzán.
En el 2001 Represas celebra sus 25 años de carrera musical con conciertos en el Pavilhão Atlântico y en el Coliseu do Porto.
El día 10 de junio del 2005, Represas es condecorado con la Orden del Mérito por Jorge Sampaio.
En el 2008 publicó Olhos nos olhos (Ojos en los ojos), con la colaboración de Simone.

## Discografía
- Represas (1993)
- Cumplicidades
- Ao Vivo no CCB
- A Hora do Lobo
- Código Verde
- Reserva Especial
- Fora de Mão (2003)
- A Historia Toda (también editado en DVD)
- Olhos nos olhos